# Бурнонкл Сен Пјер
Бурнонкл Сен Пјер (фр. Bournoncle-Saint-Pierre) насеље је и општина у централној Француској у региону Оверња, у департману Горња Лоара која припада префектури Бријуд.
По подацима из 2011. године у општини је живело 1007 становника, а густина насељености је износила 62,31 становника/km². Општина се простире на површини од 16,16 km². Налази се на средњој надморској висини од 490 метара (максималној 614 m, а минималној 419 m).

## Демографија
| 1962. | 1968. | 1975. | 1982. | 1990. | 1999. | 2011. |
| ----- | ----- | ----- | ----- | ----- | ----- | ----- |
| 1.131 | 1.142 | 1.101 | 1.049 | 994   | 954   | 1.007 |

График промене броја становника у току последњих година